# Croix funéraire à inscription de Plourivo
La croix funéraire à inscription est située à Plourivo en France.

## Localisation
La croix est située sur la commune de Plourivo,au lieu-dit Lancerf, dans le département des Côtes-d'Armor en région Bretagne.

## Description
La croix a été transférée au village de Lancerf.

## Historique
La croix est classée au titre des monuments historiques par arrêté du 1er mai 1911.